# Buick Riviera
Buick Riviera – samochód osobowy klasy aut luksusowych i klasy wyższej produkowany pod amerykańską marką Buick w latach 1962 – 1999.

## Pierwsza generacja

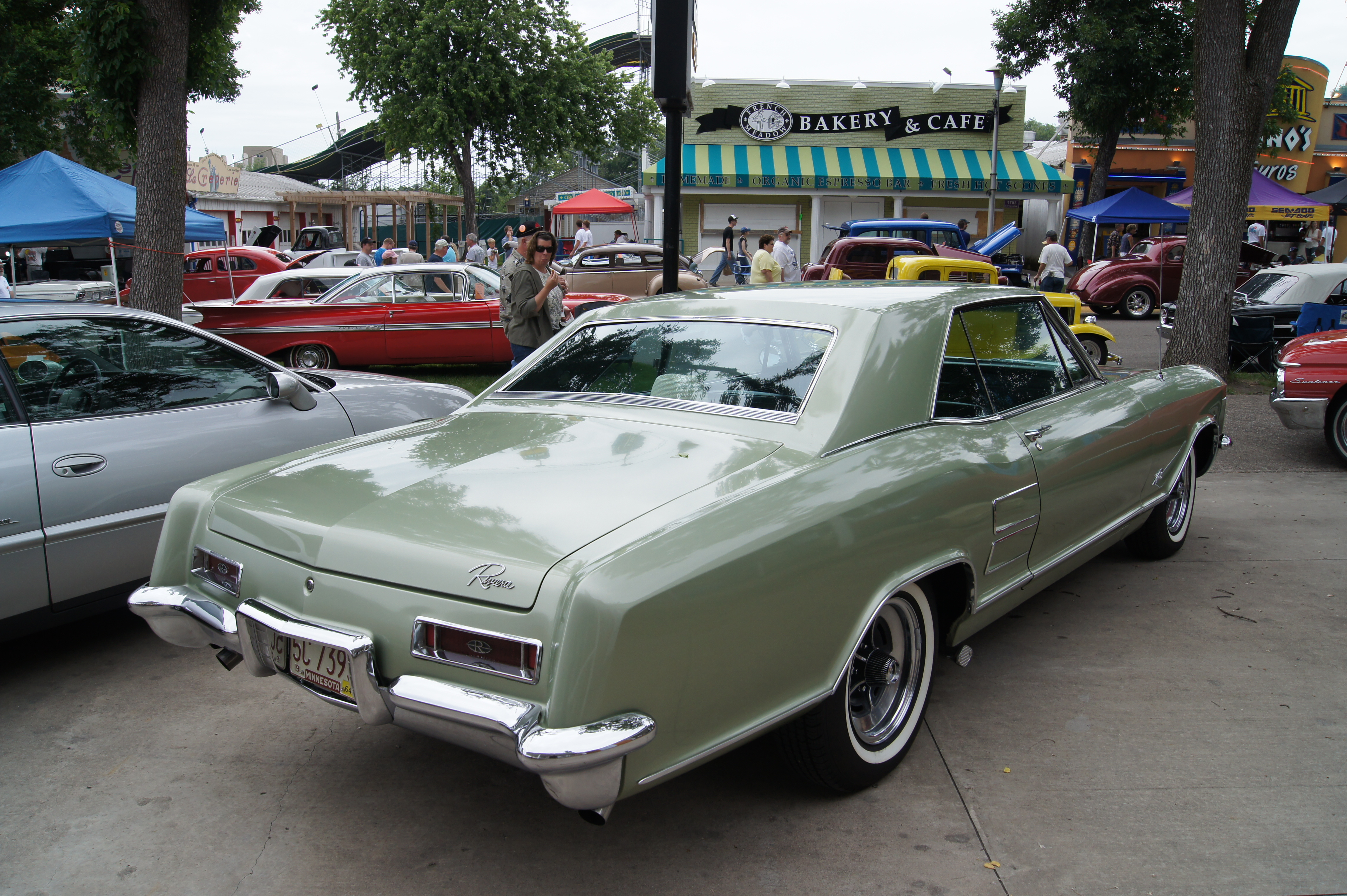
1964 Buick Riviera - tył

Buick Riviera I został zaprezentowany po raz pierwszy w 1962 roku, na 1963 rok modelowy.
Nazwa Riviera oznacza po łacinie wybrzeże. Miała nawiązywać do piękna Lazurowego wybrzeża (Riviera Francuska). Po raz pierwszy została ona użyta w nazwie modelu tego producenta w roku 1949, w modelu Buick Roadmaster Riviera Coupé. W latach 1951–1953 człon Riviera był dodawany do nazw istniejących już wcześniej modeli czterodrzwiowych sedanów Bucik Roadmaster i Buick Super w wersji z bogatszym wyposażeniem oraz wydłużonym o 4 cale (102mm) rozstawie osi.
Pierwsza generacja Buicka Riviera została wprowadzona do sprzedaży 4 października 1962 roku jako model na rok 1963. Początkowo model ten był dostępny jedynie z silnikiem V8 o pojemności 401 in³ (6,6 l) o mocy 325 KM oraz automatyczną skrzynią Dynaflow. Ceną wersji podstawowej wynosiła 4333$. W grudniu 1962 roku Buick dodał do oferty silnik o pojemności 425 in³ (7l) i mocy 340 KM jako opcję. Produkcja została celowo ograniczona do 40 000 pojazdów rocznie, w celu podkreślenia ekskluzywności modelu oraz zwiększenia popytu. Jedynie 2601 samochodów z roku modelowego 1963 zostało dostarczonych z silnikiem 425 in³ (7 l).
Riviera dysponując tą samą mocą jak większe modele Buicka, oraz mniejszą wagą, była w stanie rozpędzić się od 0 do 60 mph (0–97 km/h) w czasie poniżej 8 sekund. Jej czas na 1/4 mili wynosił około 16 sekund, a prędkość maksymalna 115 mph (185 km/h). Zużycie paliwa wynosiło około 17,8 l/100 km.
Zmiany w wyposażeniu na rok modelowy 1964 były minimalne. Główną różnicą pomiędzy w porównaniu do poprzedniego roku była zamiana skrzyni biegów na nową, trzybiegową automatyczną skrzynię Super Turbine 400. W tym roku po raz pierwszy pojawił się emblemat "R", który był używany przez kolejne 36 lat produkcji. Pod maską w standardzie znalazł się obecny wcześniej tylko opcjonalnie silnik 425 in³ (7 l). Pojawiła się także opcja silnika Super Wildcat z podwójnym gaźnikiem o mocy 360 KM.
W 1965 roku została zaprezentowana opcja Gran Sport, która zawierała m.in. silnik Super Wildcat, wyższe przełożenie przekładni głównej 3,42 oraz sztywniejsze zawieszenie. Jako standard powrócił silnik V8 o pojemności 401 in³ (6,6 l). Łączna sprzedaż pierwszej generacji modelu wyniosła 112 244 sztuki, stanowiąc pierwszą poważną konkurencję dla Forda Thunderbirda.

### Silnik
- V8 6.6l Nailhead
- V8 7.0l Nailhead

## Druga generacja

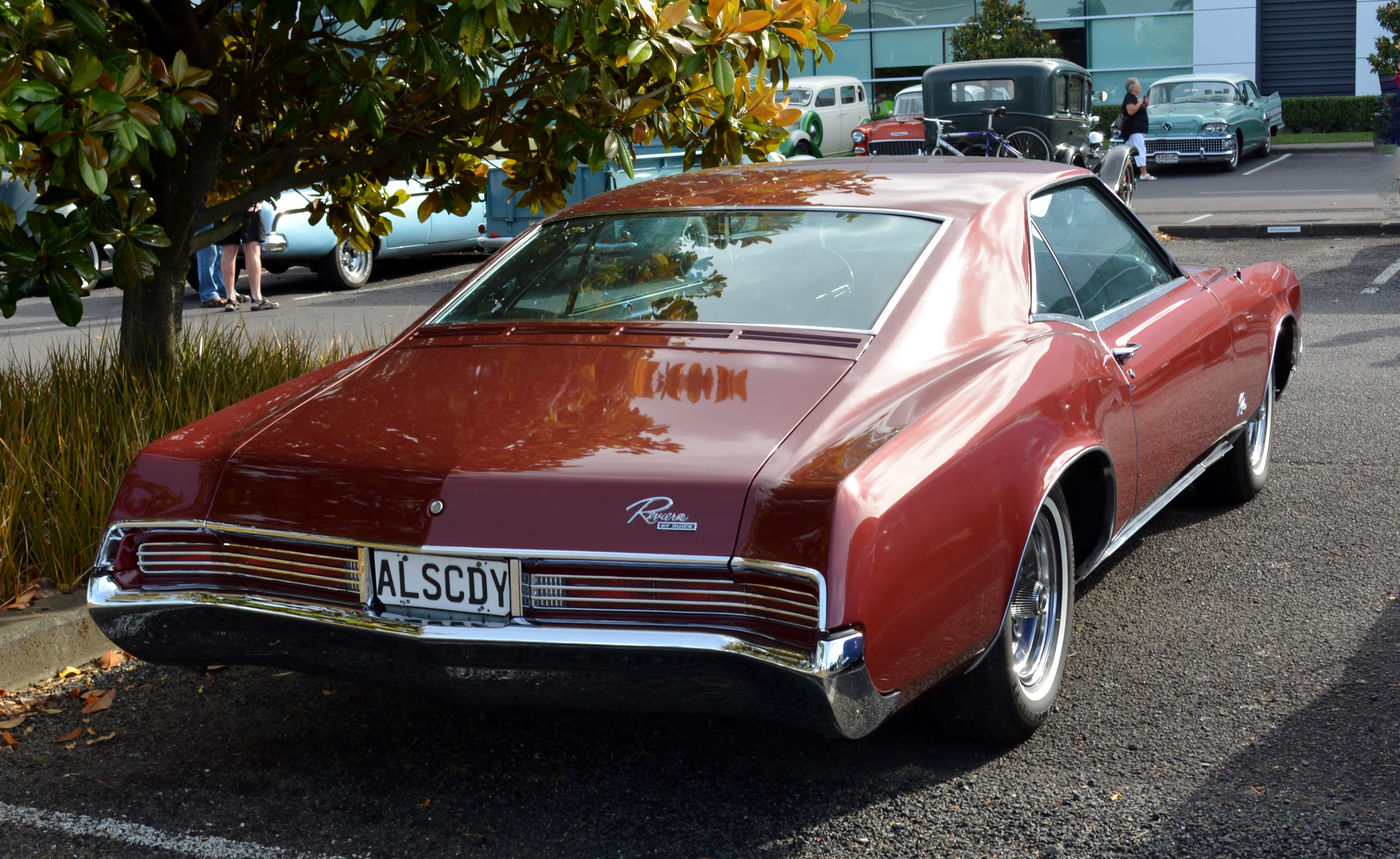
Buick Riviera II - tył

Buick Riviera II został zaprezentowany po raz pierwszy w 1966 roku.
Riviera na rok 1966 zyskała nowe, większe nadwozie. Oznaczało to także wzrost masy o 91 kg, co wiązało się także z pogorszeniem osiągów w porównaniu do poprzedniej generacji, dla wersji z silnikiem 425 in³ (7 l), który uniknął modyfikacji. We wnętrzu można było w standardzie wybrać pomiędzy fotelami lub kanapą, dzięki czemu Riviera po raz pierwszy mogła pomieścić 6 osób. Sprzedaż w 1966 roku wyniosła 45 308 sztuk, co było nowym rekordem tego modelu.
W 1967 roku stary silnik 425 in³ został zastąpiony przez zupełnie nową jednostkę napędową V8 o pojemności 430 in³ (7 l) o mocy 360 KM i momentem obrotowym wynoszącym 644 N·m, co dało zauważalną poprawę osiągów. Modele na rok 1968 miały przeprojektowane przednie oraz tylne zderzaki. W tym roku został ustanowiony nowy rekord sprzedaży wynoszący od tego czasu 49 284 sztuki. 1969 rok nie przyniósł znaczących zmian w stylistyce, jednak sprzedaż wyniosła 52 872 sztuki, po raz kolejny ustanawiając rekord. W 1970 roku pojemność silnika została zwiększona do 455 in³ (7,46 l) i był on największym silnikiem oferowanym przez Buicka w tamtym czasie. Jego moc wynosiła 370 KM, a moment obrotowy 680 N·m. Sprzedaż modelu spadła do 37 355 sztuk, jednak druga generacja i tak okazała się większym sukcesem od pierwszej, gdyż liczba sprzedanych egzemplarzy przez 5 lat obecności modelu na rynku wyniosła 227 669 sztuk.

### Silniki
- V8 7.0l Nailhead
- V8 7.0l Buick
- V8 7.5l Buick

## Trzecia generacja

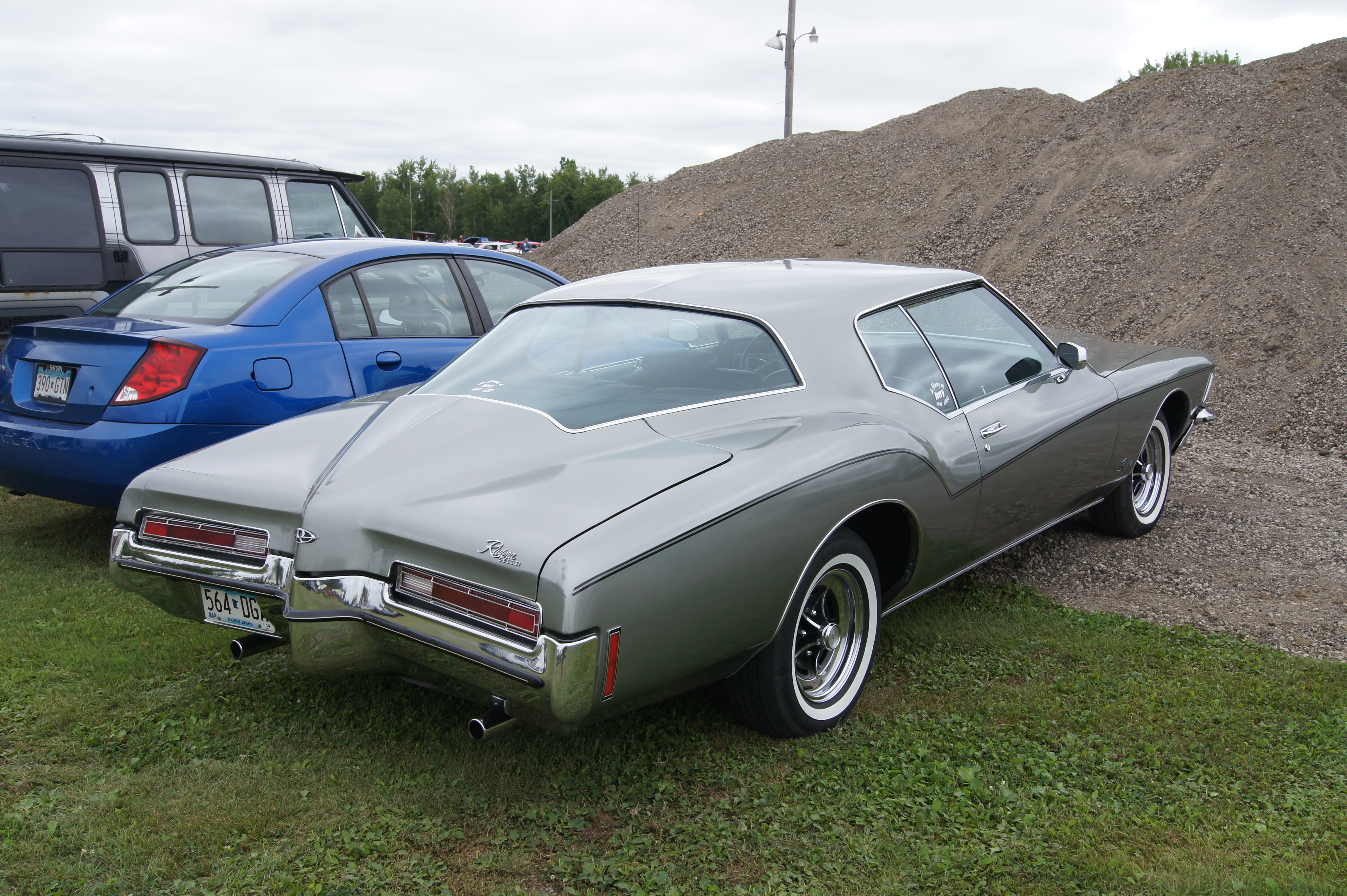
1972 Buick Riviera - tył

Buick Riviera III został zaprezentowany po raz pierwszy w 1971 roku.
Całkowicie zmieniona stylistyka modelu na rok 1971 zyskała miano boat tail, ze względu na swoje podobieństwo do łódki. Nowa Riviera została zaprojektowana pod kierownictwem Billa Mitchella, przez przyszłego głównego projektanta marki Nissan – Jerr'ego Hirscherberg'a.
Aby sprostać wymaganiom EPA, zmniejszony został stopień kompresji w silniku 455 in³ (7,5 l) V8, co skutkowało spadkiem mocy do 255 KM (265 KM w wersji Gran Sport). Riviera została wyposażona także w Max Trac – system kontroli trakcji zaprojektowany przez Buicka, który miał zapobiegać utraty przyczepności podczas przyśpieszania na mokrej nawierzchni. Pomimo tych usprawnień, sprzedaż modeli spadła do 33 810 sztuk w 1971 roku i 33 728 sztuk w roku 1972. W 1973 roku odnotowano nieznaczny wzrost sprzedaży, która wyniosła 34 080 sztuk. Prawdopodobnie słabe wyniki sprzedażowe spowodowane były zbyt odważną jak na gusta klientów Buicka stylistyką boat-tail.

### Silnik
- V8 7.5l Buick

## Czwarta generacja

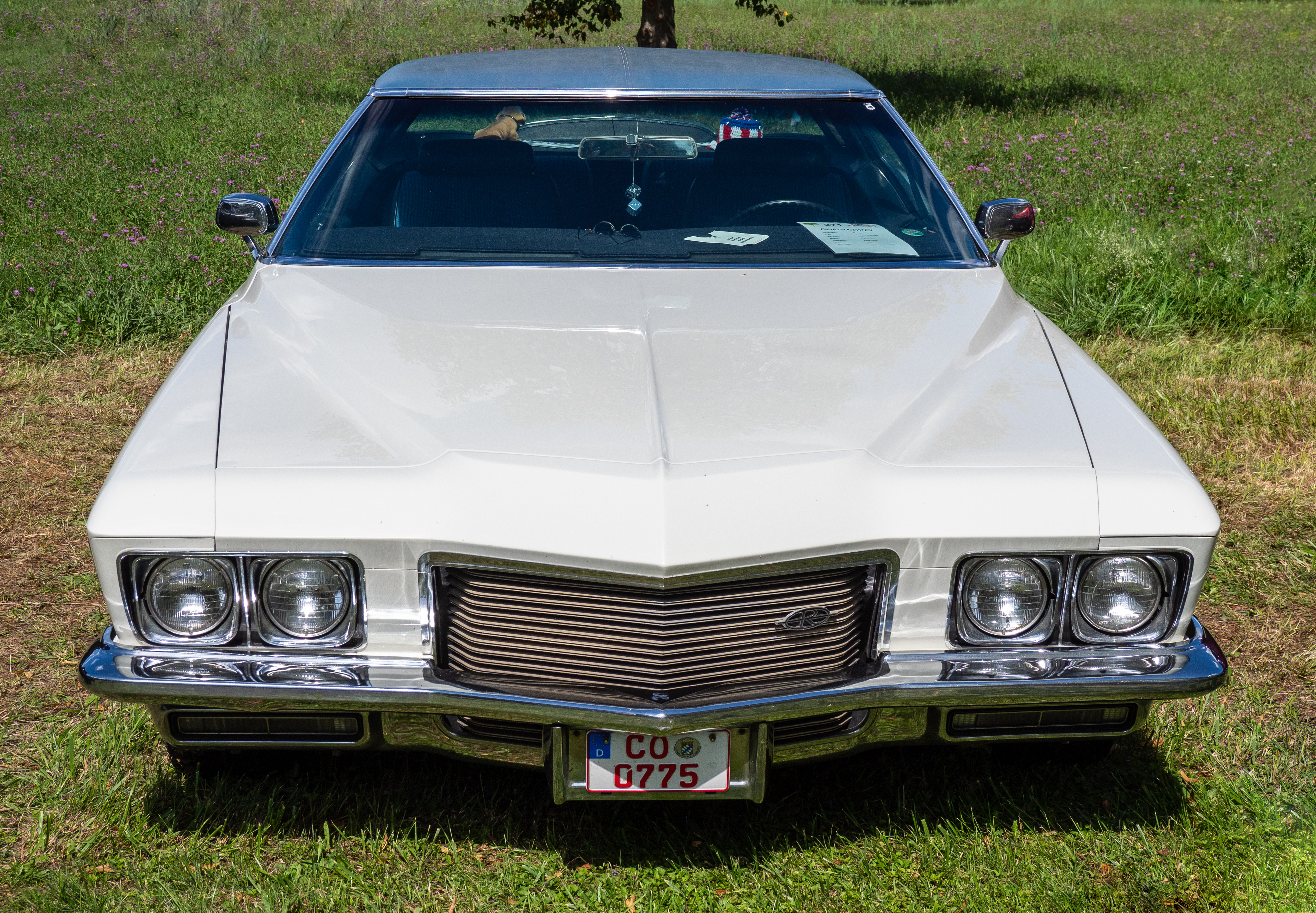
Buick Riviera IV po liftingu

Buick Riviera IV został zaprezentowany po raz pierwszy w 1974 roku.
Czwarta generacja, pomimo wykorzystania tej samej płyty podłogowej, części mechanicznych oraz pewnych elementów karoserii, zyskała nowy wygląd. Zrezygnowano z kontrowersyjnego wyglądu boat-tail na rzecz bardziej konwencjonalnej sylwetki. Riviera zyskała także słupki B i przestała być samochodem hardtop coupé. Nowy wygląd nie przełożył się jednak na sprzedaż która wyniosła 20 129 sztuk w roku 1974, 17 306 sztuk w roku 1975 i 20 082 sztuki w roku 1976.

### Silnik
- V8 7.5l Buick

## Piąta generacja

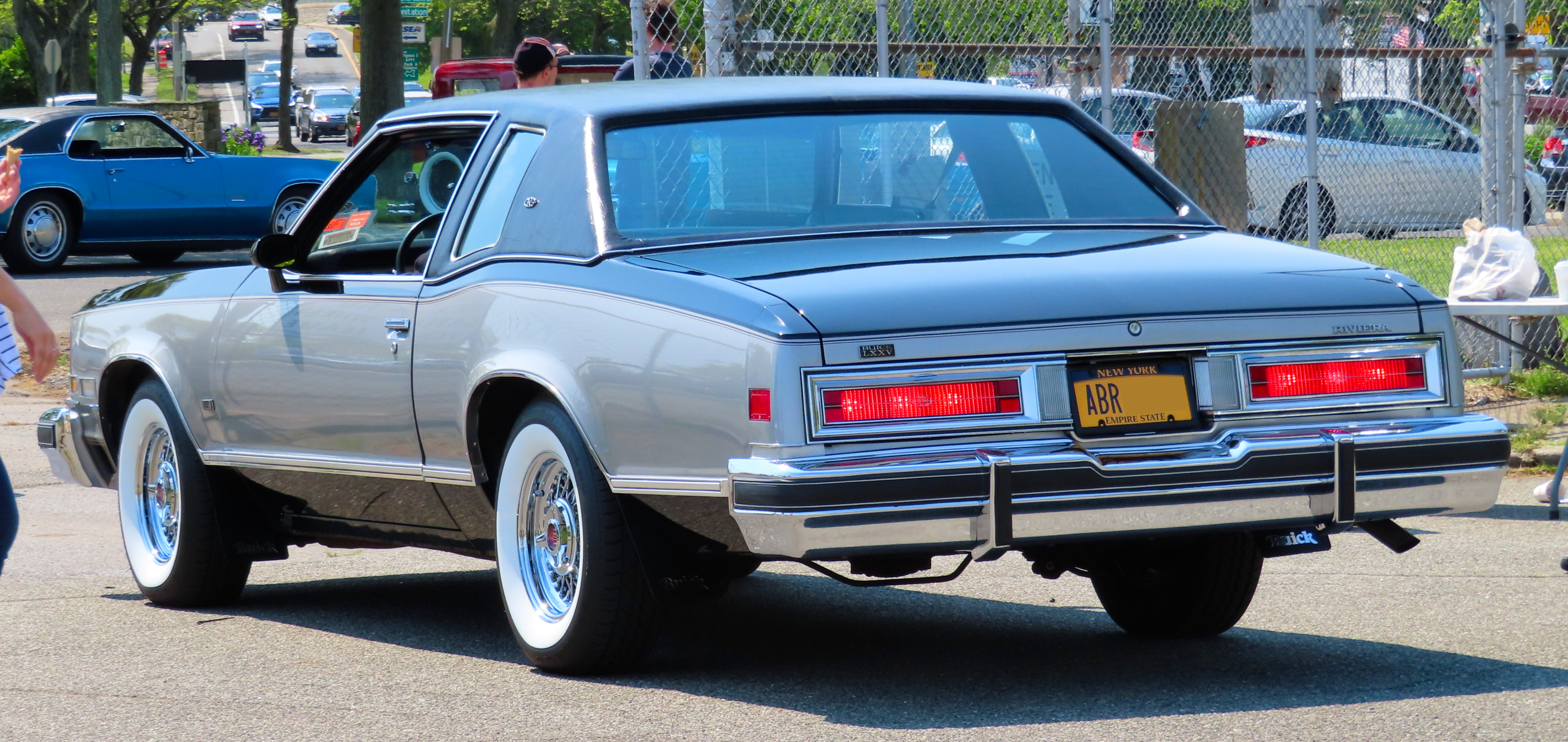
Buick Riviera V - tył

Buick Riviera V został zaprezentowany po raz pierwszy w 1977 roku.
Piąta generacja została zbudowana na mniejszej płycie podłogowej B-body i przeszła gruntowną metamorfozę w stosunku do dotychczasowego modelu. Riviera V stała się mniejsza, zyskując mniej masywną sylwetkę w stosunku do dotychczasowych modeli. Produkcja zakończyła się zaledwie po roku rynkowej obecności.

### Silniki
- V8 5.7l
- V8 6.6l

## Szósta generacja

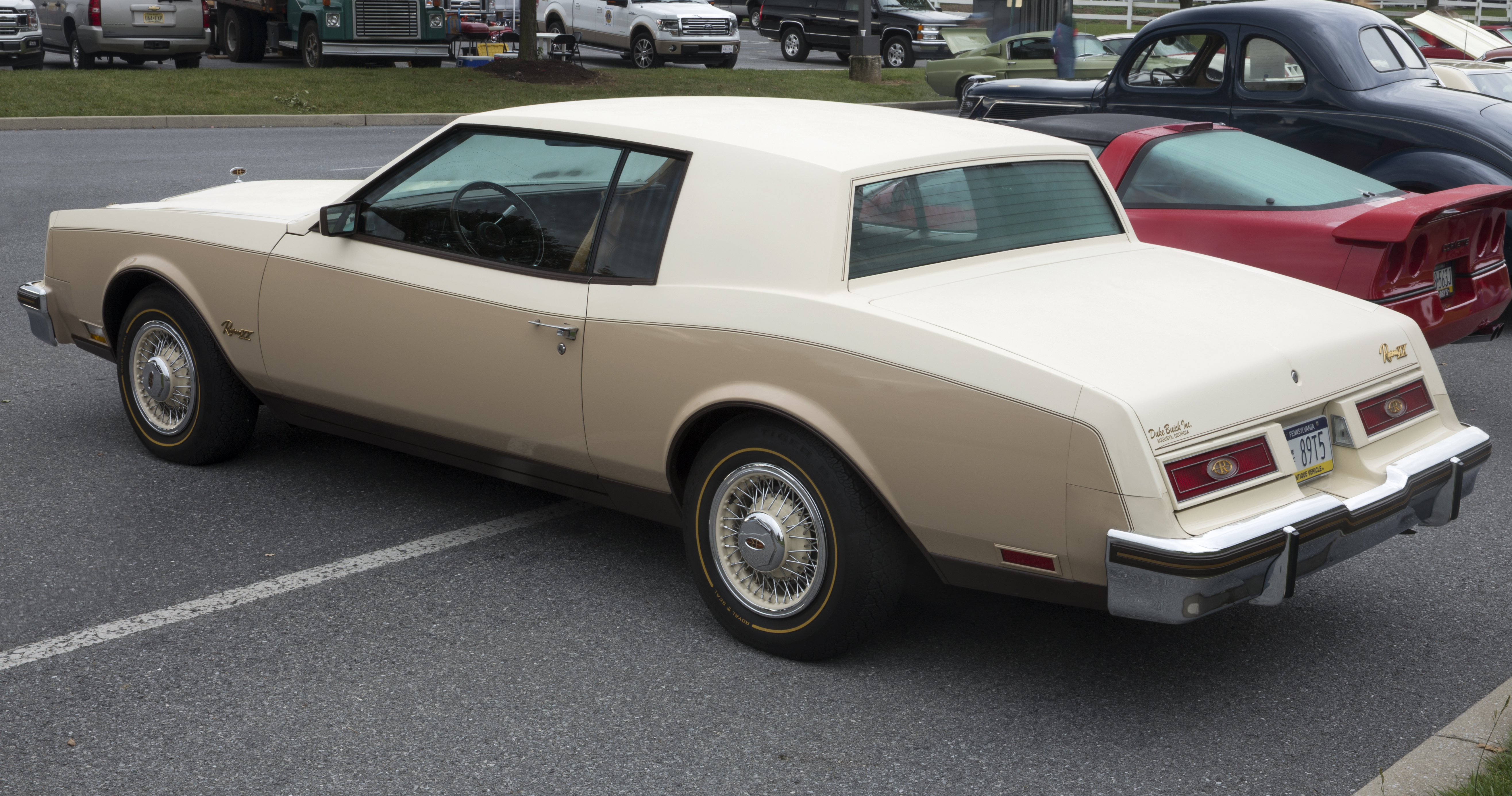
Buick Riviera VI - tył

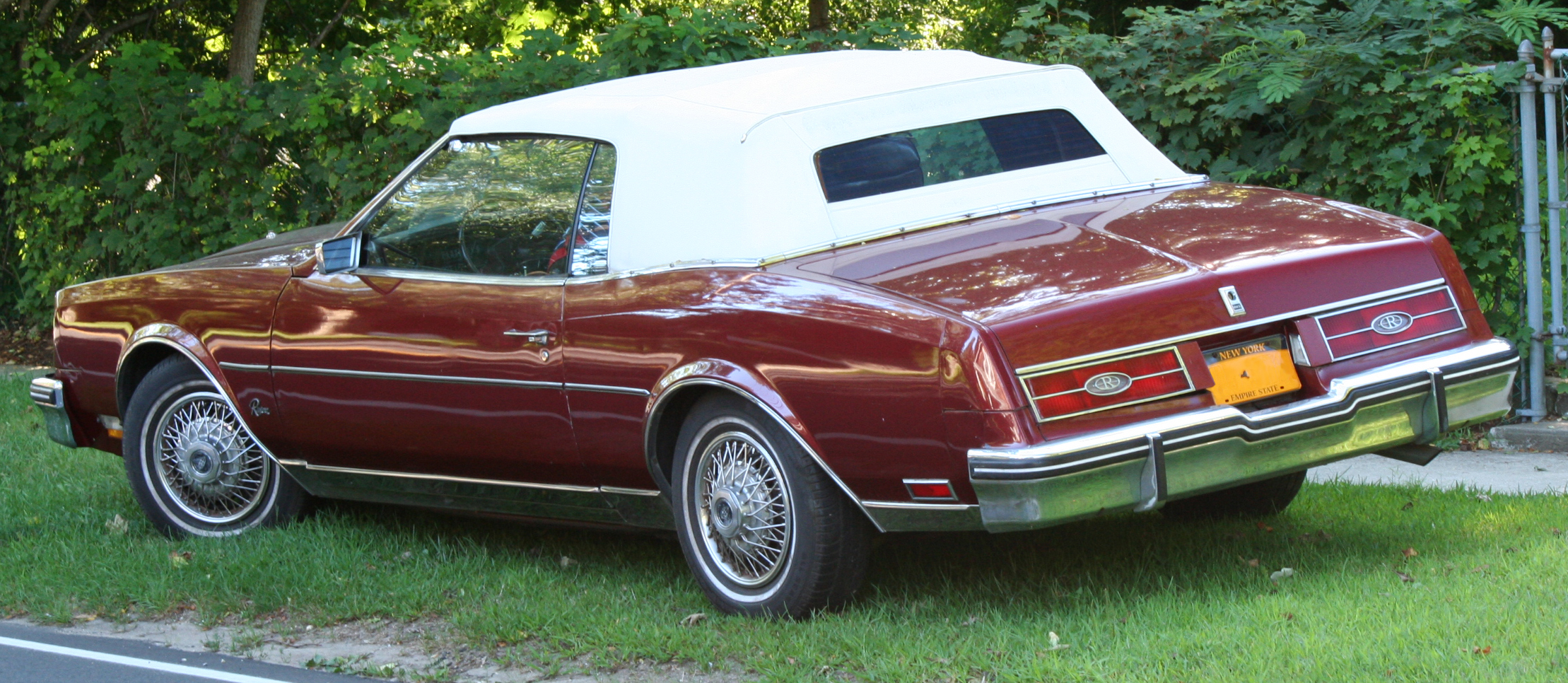
Buick Riviera VI Cabriolet

Buick Riviera VI został zaprezentowany po raz pierwszy w 1979 roku.
Szósta generacja Riviery była ewolucją poprzednika, zyskując zarazem bardziej luksusowy charakter. Samochód wyróżniał się charakterystycznym przedim pasem, który tym razen nie biegł prostopadle do linii maski, lecz ukształtowany był pod kątem. Charakterystycznym rozwiązaniem była możliwość zamówienia samochodu z innym malowaniem dachu, który opcjonalnie mógł być wykończony materiałem.
Po raz pierwszy i zarazem ostatni, Riviera była oferowana też poza odmianą coupe także jako 2-drzwiowy kabriolet z materiałowym składanym dachem.

### Silniki
- V6 3.8l Buick
- V6 4.1l Buick
- V8 5.0l Oldsmobile
- V8 5.7l Oldsmobile
- V8 5.7l Oldsmobile Diesel

## Siódma generacja

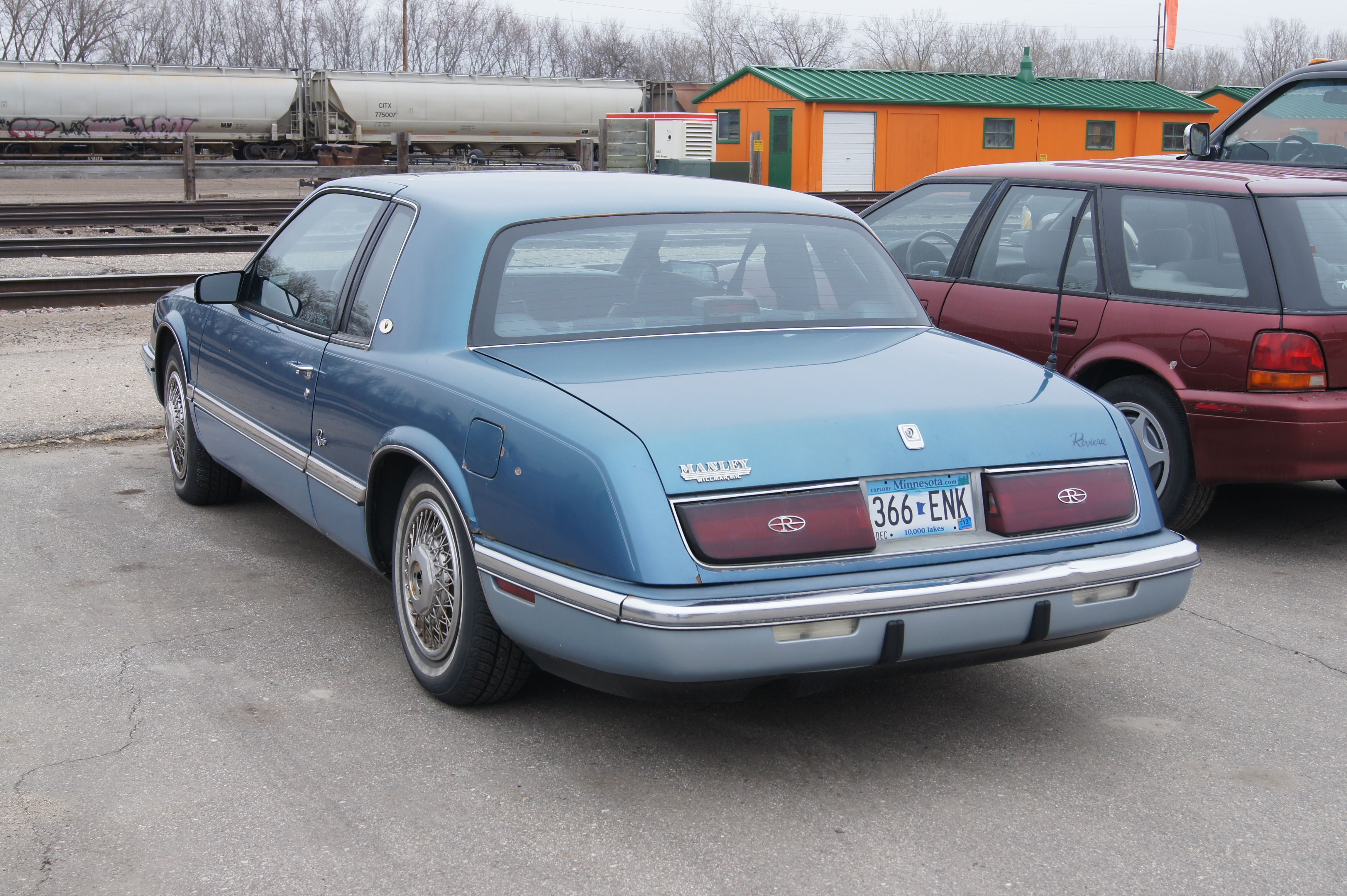
Buick Riviera VII - tył

Buick Riviera VII został zaprezentowany po raz pierwszy w 1986 roku.
Siódma generacja Buicka Riviery trafiła na rynek w 1986 roku, przechodząc duże wizualne i techniczne zmiany w stosunku do dotychczasowych wcieleń sztandarowego coupe marki. Sylwetka zyskała mniej kantów i bardziej wygładzone proporcje, po raz pierwszy długość modelu nie była znacznie większa od 5 metrów, a znacznie mniejsza - równając się jedynie 4,7 metra.

### Silniki
- V6 3.8l 140 KM
- V6 3.8l 150 KM
- V6 3.8l 165 KM
- V6 3.8l 170 KM

## Ósma generacja

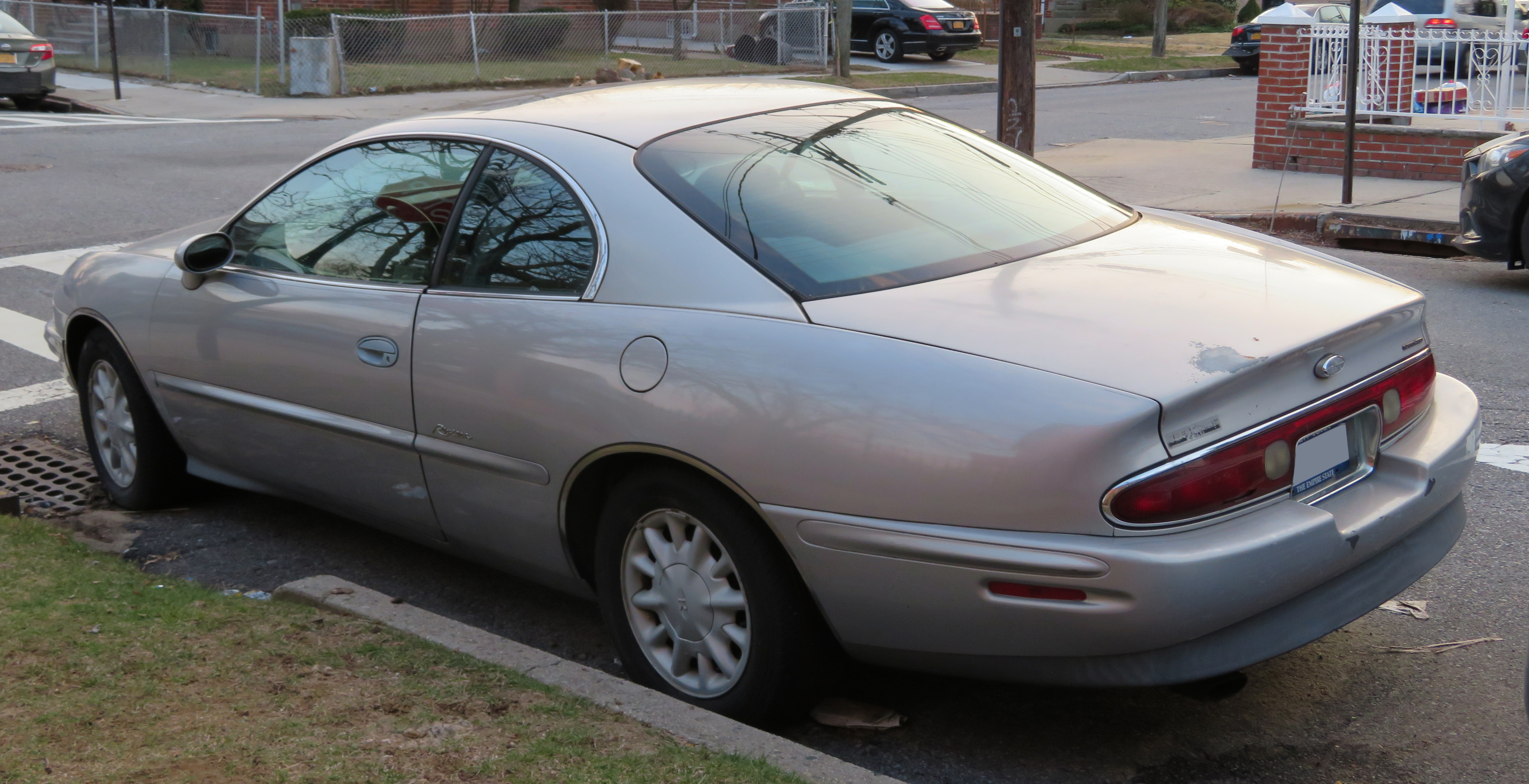
Buick Riviera VIII - tył

Buick Riviera VII został zaprezentowany po raz pierwszy w 1994 roku.
Po roku przerwy w produkcji, Buick przywrócił do produkcji Rivierę pod postacią zupełnie nowej, ósmej i zarazem ostatniej w historii modelu generacji. Przyjęła ona radykalnie inną formułę niż dotychczasowe modele, zyskując awangardową sylwetkę, w której dominował motyw owalu. Oparty na wspólnej platformie z m.in. Oldsmobile Aurora samochód był produkowany do listopada 1998 roku, po czym Buick zdecydował się trwale wycofać Rivierę ze swojej oferty bez następcy.

### Silniki
- V6 3.8l 205 KM
- V6 3.8l 225 KM
- V6 3.8l 240 KM

## Samochody koncepcyjne

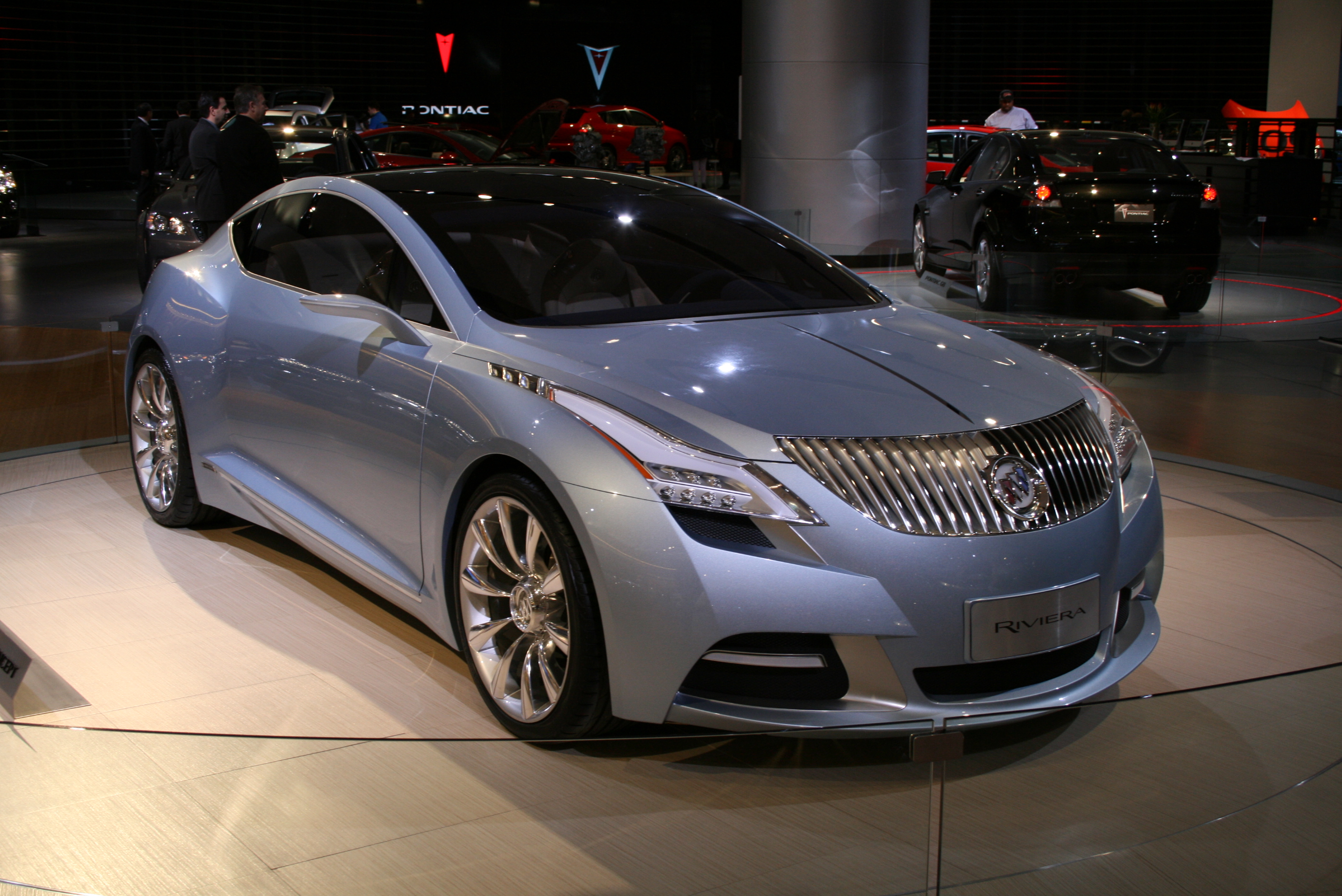
Buick Riviera Concept 2007

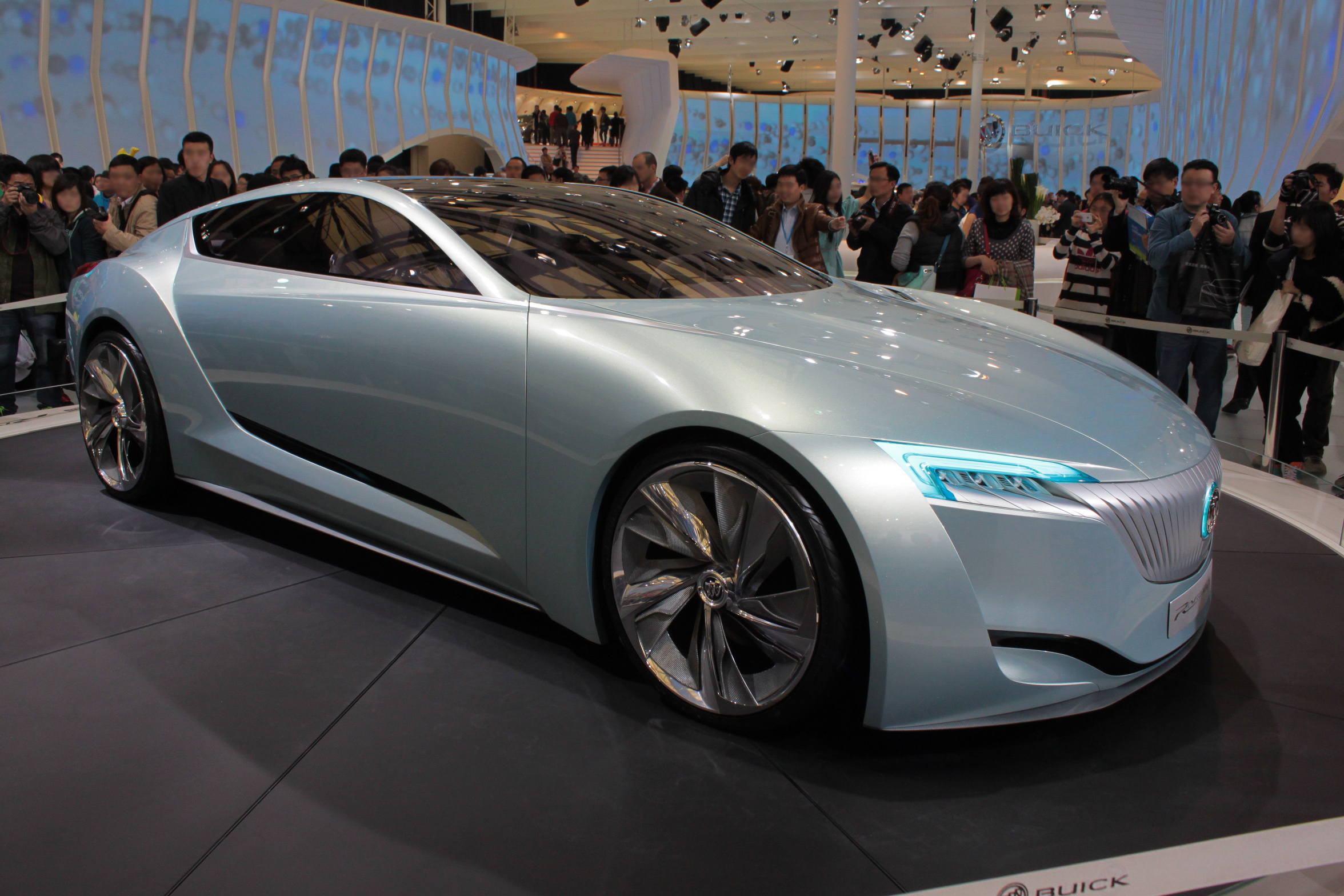
Buick Riviera Concept 2013

Na targach motoryzacyjnych Shanghai Motor Show w 2007 roku, Buick zaprezentował samochód koncepcyjny o nazwie Riviera
. Był on także pokazywany na North American International Auto Show w 2008 roku. Samochód został zaprojektowany przez Pan Asia Technical Automotice Center.
Nowy samochód koncepcyjny także został zaprezentowany na targach motoryzacyjnych Shanghai Motor Show. Został on zaprojektowany również przez Pan Asia Technical Automotice Center. Posiada on napęd elektryczny.